# ベラルーシサッカー連盟
ベラルーシサッカー連盟（ベラルーシサッカーれんめい、ベラルーシ語: Ассоциация «Белорусская федерация футбола», 英語: Football Federation of Belarus）は、ベラルーシにおけるサッカーを統括する競技運営団体。国際サッカー連盟（FIFA）と欧州サッカー連盟（UEFA）に加盟している。

## 運営
- ベラルーシ・プレミアリーグ
- ベラルーシ・カップ
- ベラルーシ・スーパーカップ（英語版）

## 組織
- サッカーベラルーシ代表
- サッカーベラルーシ女子代表
- U-21サッカーベラルーシ代表